# Doctor Watson
John H. Watson, conocido como Doctor Watson, es un personaje ficticio que acompaña y asiste a Sherlock Holmes en gran parte de sus aventuras. Ambos personajes fueron creados por Arthur Conan Doyle y aparecieron por primera vez en la novela Estudio en escarlata, publicada por Conan Doyle en 1887, siendo esta novela la primera obra del canon holmesiano.

## Biografía
Poco es lo que se relata en las obras de Doyle sobre la vida del Dr. Watson.
Según datos extracanónicos, John H. Watson nació el 7 de agosto de 1852. Hijo de Henry Watson (nacido en Hampshire) y de Ella Mackenzie, John tenía un hermano llamado Henry Jr., quien aparentemente murió alcoholizado en 1888. Los Watson eran una familia de clase alta y respetada. La madre murió cuando él era apenas un niño y su padre se mudó a Australia, llevándose consigo a los dos hijos. Después de muchos años regresa a Inglaterra. En 1872 comenzó la carrera de Medicina en la Universidad de Oxford y se graduó en 1878. Continuó sus estudios en Netley, requisito indispensable para ser médico militar.
Fue agregado como médico cirujano ayudante al 5° Regimiento de Fusileros de Northumberland. Este se hallaba de guarnición en la India, pero para cuando Watson llegó al país asiático, se había desatado la segunda guerra anglo-afgana, hacia donde se dirige para incorporarse a su escuadrón. En la batalla de Maiwand, agregado a las tropas del Berkshire, fue herido en el hombro izquierdo. Por este motivo, y por haber contraído tifus, es enviado de vuelta a Inglaterra para recuperarse.
Se establece un tiempo en un importante hotel de Londres, del cual se ve obligado a mudarse en 1881 por falta de dinero. Por ese motivo encontró a Sherlock Holmes, quien ya había visto unas habitaciones que resultaban cómodas de pagar, a medias; las mismas pertenecían a la Sra. Hudson y se ubicaban en el 221B de Baker Street. Los presentó un amigo común, Stamford, que Watson conoció casualmente en su paso por el Hospital St. Bartholomew, mientras estudiaba Medicina.
En 1884 viaja a Estados Unidos, donde conoce a la que sería su primera esposa, Constance Adams, con la cual se casa después de retornar a Inglaterra en 1886, y enviuda en 1887.
En 1888 se casa con Mary Morstan (la conoce en el caso llamado El signo de los cuatro), quedando viudo por segunda vez en 1892. En 1902 se casa nuevamente.

## Participación en la historia

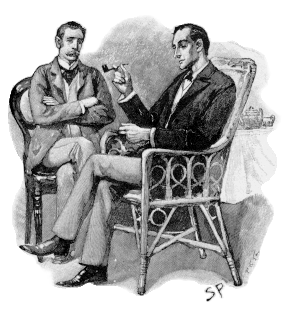
Sherlock Holmes y el doctor John H. Watson; ilustración para el Strand Magazine (1893).

Además de ser el compañero de aventuras de Sherlock Holmes, es el narrador de ellas (excepto en cuatro ocasiones: dos relatadas por Holmes (El soldado de la piel decolorada y La melena de león) y dos con narrador omnisciente (Su último saludo en el escenario y La piedra de Mazarino). Tanto La corbeta Gloria Scott como El ritual de los Musgrave son casos policiales anteriores a la asociación entre el doctor Watson y Sherlock Holmes. En ellas se deja ver que, a pesar de que Watson las escribió, fue Holmes quien se las narró como anécdota de sus primeros tiempos como detective. Según el mismo Doyle, él no es nada más que el agente literario de Watson, siendo este quien escribe los relatos posteriormente publicados por sir Arthur. En la primera parte de Estudio en escarlata se destaca la leyenda que dice «Reimpreso de las memorias del Sr. John Watson, doctor en Medicina, que perteneció al cuerpo de médicos del Ejército».

## Extremos cronológicos de la carrera de Sherlock Holmes

### Primera etapa (1877-1891)
Sherlock Holmes comienza a ejercer como detective consultor en 1877. Por aquel entonces vivía en Montague Street. En esta época resuelve el caso de El ritual de los Musgrave. El Dr. John Watson conoce a Sherlock Holmes en julio de 1881, gracias a la presentación por parte de un médico que conocía a ambos. Empiezan a compartir las habitaciones del 221B de Baker Street, hechos relatados en la primera novela, Estudio en escarlata. La banda de lunares es el caso más antiguo de la cronología holmesiana tras Estudio en escarlata, con Watson como compañero. Los hechos son narrados en abril de 1883. El último caso de la primera etapa de Holmes antes de su desaparición, es El problema final, ocurrido en mayo de 1891. Aquí se enfrenta con la banda del profesor Moriarty. Para entonces, Watson ya se había mudado en ocasión de su boda, tres años atrás. Es de señalar que los hechos relatados en las cuatro novelas tienen lugar en esta primera etapa.

### Segunda etapa (1894-1903)
El primer caso, en El regreso de Sherlock Holmes, es el de La casa deshabitada, ocurrido en abril de 1894. El Dr. Watson se muda nuevamente con Holmes al muy poco tiempo a los viejos aposentos del 221B de Baker Street. Para la siguiente aventura, El constructor de Norwood, ocurrido a mediados del mismo año, ya estaba plenamente instalado. El último caso que el Dr. Watson compartió con Holmes como compañero de habitación fue el de Los tres Garrideb, en junio de 1902. En agosto del mismo año, Watson se muda a Queen Anne Street. El siguiente caso, con el doctor ya viviendo en su propio domicilio, pero interviniendo de todas maneras, es el de El cliente ilustre, ocurrido en septiembre de 1902. El último caso regular en la carrera de Sherlock Holmes que es publicado es El hombre que trepaba, en septiembre de 1903.

### Años posteriores (1904-1914)
En enero de 1904 Holmes da por terminada su carrera y se retira a una granja en la costa de Sussex (sureste de Inglaterra), dedicándose al cuidado y estudio de las abejas.
Como extra, contamos con un caso posterior con el cual Holmes se topó, por casualidad, allí en Sussex y tuvo ocasión de resolver, llamado La melena de león, ocurrido en julio de 1907. Finalmente, tras diez años de retiro, Sherlock Holmes accede a entrar de nuevo en acción en vísperas de la Primera Guerra Mundial, por motivos patrióticos. Este último caso es Su última reverencia, de agosto de 1914. Aquí, Holmes actúa como espía, desarmando una operación de espionaje alemán, en la que cuenta con el apoyo del Dr. Watson, al cual no veía desde hacía muchos años. Este continúa publicando relatos hasta 1927, de manera ocasional, de la carrera profesional de Holmes.

## Adaptaciones posteriores
- En Sherlock Holmes (1984-1994) fue interpretado por David Burke en las dos primeras temporadas. En la tercera fue interpretado por Edward Hardwicke hasta el final de la serie.
- En la serie animada Sherlock Holmes (1984-1985), el doctor Watson conoce a Sherlock Holmes en el primer capítulo, conviviendo con él en el siguiente, y ayudándole a luchar contra el profesor Moriarty.
- En la serie norteamericana Elementary (2012-2019), le hicieron cambios importantes al personaje: pasó a ser una mujer, Joan Watson, interpretada por Lucy Liu. Además, cambia su pasado, siendo en esta adaptación una cirujana que dejó su cargo tras una mala praxis, y se hizo "compañera sobria" de rehabilitados de drogas. Es contratada por el padre de Sherlock Holmes en Nueva York para que ayude a su hijo a no recaer.
- En el videojuego Dai Gyakuten Saiban, Watson es asesinado al comienzo del juego, mientras que su hija Iris trabaja con Holmes y con el abogado defensor Ryūnosuke Naruhodō.
- En 2022, se anunció que Morris Chestnut protagonizaría y sería productor ejecutivo de una próxima serie de la CBS titulada Watson.[1][2]

### Películas y televisión
- Sherlock Holmes Baffled (1900)
- Sherlock Holmes (1916)
- Sherlock Holmes (1922)
- The Hound of the Baskervilles (1939)
- The Adventures of Sherlock Holmes (1939)
- Sherlock Holmes and the Voice of Terror (1942)
- Sherlock Holmes and the Secret Weapon (1942)
- Sherlock Holmes in Washington (1943)
- Sherlock Holmes Faces Death (1943)
- The Spider Woman (1944)
- The Scarlet Claw (1944)
- The Pearl of Death (1944)
- The House of Fear (1945)
- The Woman in Green (1945)
- Pursuit to Algiers (1945)
- Terror by Night (1946)
- Dressed to Kill (1946)
- The Private Life of Sherlock Holmes (1970)
- Sherlock Holmes (serie de televisión, 1984-1994)
- Young Sherlock Holmes (1985)
- Sherlock Holmes en el siglo XXII (serie animada, 1999-2001)
- Sherlock Holmes (2009)
- Sherlock (serie de televisión, 2010-2017)
- Sherlock Holmes: Juego de sombras (2011)
- Elementary (serie de televisión, 2012-2019)
- Mr. Holmes (2015)
- Holmes and Watson (2018)
- Enola Holmes 2 (2022)
- Watson (serie de televisión, 2025)

#### Principales actores que han protagonizado al Dr. Watson
- Nigel Bruce (serie de películas estadounidenses entre 1939 y 1946)
- Vitali Solomin (Las aventuras de Sherlock Holmes y del doctor Watson, 1979-1986)
- John Mills (The Masks of Death, 1984)
- David Burke (1984-1985) y Edward Hardwicke (1986-1994) (Sherlock Holmes, 1984-1994)
- Jude Law (dos películas británico-estadounidenses, 2009 y 2011)
- Martin Freeman (Sherlock, 2010-2017)
- Himesh Patel (Enola Holmes 2, 2022)
- Morris Chestnut (Watson, 2025)